# Фомичёв, Пётр Ильич
Пётр Ильич Фомичёв (1915 — 11 ноября 1943) — командир огневого взвода 1454-го самоходно-артиллерийского полка, 9-го механизированного корпуса, 3-й гвардейской танковой армии, 1-го Украинского фронта, лейтенант. Герой Советского Союза.

## Биография
Родился в 1915 году в селе Белый Верх Козельского уезда в крестьянской семье. Русский. Окончил семь классов средней школы. Работал в сельском хозяйстве. 
У Петра было два брата, Иван и Григорий. 
В 1941 году призван в ряды Красной Армии. Член ВКП(б) с 1942 года. В 1943 году окончил 2-е Киевское артиллерийское училище. В боях Великой Отечественной войны с 1943 года. Воевал на Центральном и 1-м Украинском фронтах.
Осенью 1943 года участвовал в одном из боёв в районе Хотова Киево-Святошинского района Киевской области наши войска обошли группу противника. Избегая полного окружения, одна из его колонн отходила по лесной дороге на запад. Взвод Петра Фомичёва получил боевую задачу разгромить отходящего врага. На большой скорости наши самоходки настигли противника и прошлись по колонне от хвоста до головы. 6 ноября 1943 года на дорогах у Киева его взвод раздавил 39 автомашин, до 70 пароконных повозок с оружием, боеприпасами, горючим и уничтожил более 200 вражеских солдат и офицеров.
10 ноября 1943 года взвод самоходок под командованием Петра Фомичёва преследовал врага в районе Попельни на Житомирщине, настиг уходившую колонну и вступил в бой с врагом. В этом бою Пётр получил тяжёлое ранение, после боя был доставлен в лазарет. В лазарете погиб от осложнения. Место командира занял заряжающий. Расчёт Петра Фомичева в этом бою уничтожила несколько танков противника, в результате чего отошли танки и пехота противника.  
Был похоронен в городе Фастов Киевской области.
Указом Президиума Верховного Совета СССР «О присвоении звания Героя Советского Союза офицерскому и сержантскому составу артиллерии Красной Армии» от 9 февраля 1944 года за «образцовое выполнение боевых заданий командования на фронте борьбы с немецкими захватчиками и проявленные при этом отвагу и геройство» удостоен посмертно звания Героя Советского Союза.
Награждён орденами Ленина, Отечественной войны 2-й степени, медалями.